# Armando Calvo
Armando Pascual Calvo Lespier (San Juan, 25 de desembre de 1919 - Ciutat de Mèxic, 6 de juliol de 1996) va ser un actor espanyol nascut a Puerto Rico que va treballar al cinema d'Espanya, Mèxic i Itàlia.

## Biografia
Armando Pascual Calvo Lespier va néixer el 25 de desembre de 1919 a San Juan, Puerto Rico, fill de l'actor espanyol Juan Calvo Domenech i la porto-riquenya Minerva Lespier. El seu germà va ser el també actor Manolo Calvo. Després del seu naixement, la gira que cap al seu pare va acabar i l'ara família Calvo Lespier viatja a Espanya, on, des de petit, Armant aconsegueix familiaritzar-se amb l'ambient teatral i és en el teatre on debuta formalment, als 5 anys, en l'obra Barro pecado, continuant en els escenaris teatrals, ja que no arriba al cinema fins a finalitats dels anys trenta amb petits personatges en coproduccions entre Espanya i Itàlia. La seva consagració la hi donaria la seva participació com a actor principal en la pel·lícula El escándalo (1943), de José Luis Sáenz de Heredia, aconseguint una popularitat sense precedents a Espanya, la qual cosa li donaria el reconeixement i nou papers importants, un d'ells a Los últimos de Filipinas (1945), junt a Fernando Rey, i que li valdria diversos premis de la crítica com a millor actor.
Ja amb un nom fet a l'Espanya franquista, el productor mexicà Gregorio Wallerstein es fixa en ell perquè protagonitzi al costat de la màxima estrella femenina de l'època a Mèxic: María Félix, la pel·lícula La mujer de todos (1946); no obstant això, els frecs entre l'estrella i Armando no es van fer esperar, i van tenir problemes constants durant el rodatge; malgrat això la pel·lícula triomfa i Armant decideix quedar-se a Mèxic, malgrat el seu èxit a Espanya. Els seus següents projectes reeixits allí van ser Bel Ami (1947), amb Gloria Marín (de qui es diu va estar enamorat), Andrea Palma i la seva compatriota Emilia Guiú; Ángel o demonio (1947), amb María Antonieta Pons; La casa de la Troya (1948), amb Rosario Granados i Carmen Molina; La vorágine (1949), amb la bogotana Alicia Caro; Acapulco (1952), amb Elsa Aguirre i Rodolfo Acosta; Las infieles (1953), amb Irasema Dilián, Rebeca Iturbide, Martha Valdés i Rita Macedo; Romance de fieras (1954), on iniciaria un romanç tempestuós amb la seva coprotagonista Martha Roth. Després de més de deu anys torna a Espanya per a treballar a El último cuplé (1957), pel·lícula que significa la consagració definitiva de Sara Montiel i amb la qual Armant torna amb gran èxit al seu país, i és a partir d'aquesta que treballa entre Espanya, Mèxic i Itàlia.
Estant a Espanya coneix a la que seriosa la seva primera esposa, una jove suís-italiana trucada María Teresa Frigos Mosca, en 1958. Amb ella viatja a Ciutat de Mèxic, però es divorcien poc temps després. També a Espanya coneix a la seva segona esposa, una jove alemanya trucada Ursula, amb qui va tenir nou fills. Armant va passar la resta de la seva vida realitzant desplaçaments d'anada i tornada entre la realització de pel·lícules en Espanya e Itàlia i en les indústries del cinema i la televisió (on va participar en diverses teleseries de gran èxit) en Mèxic, país on va ser per diverses dècades una presència coneguda i reconeguda, mentre que Ursula es va quedar a Madrid en la cura de la seva llar i els fills. Els últims anys de la seva vida els va passar vivint reclòs sota circumstàncies difícils en un hotel i ocupava el seu temps escrivint i pintant. Sofria emfisema pulmonar i problemes amb els seus ronyons. Va morir el 6 de juliol de 1996 a Mèxic D.F., a causa d'una insuficiència cardíaca, als 76 anys.

## Anècdotes
- La seva passió pel teatre mai se li va oblidar: quan va arribar a Mèxic li va demanar a María Tereza Montoya que el presentés al públic mexicà i el va fer debutar a Don Juan Tenorio, paper que li quedava a la perfecció a causa de la fama de trencacors que tenia.
- En els anys cinquanta va donar assessoria escènica per a la representació de la passió de Crist a Iztapalapa, en la rodalia de la Ciutat de Mèxic.
- Va dirigir diverses obres de teatre a Mèxic, i és en aquesta faceta que aconsegueix els seus premis en aquest país, ja que en cinema només va guanyar premis a Espanya.
- Li agradava retallar siluetes d'animals en paper amb tisores i sense dibuix previ que donava als seus petits admiradors.
- Contava que el seu avi matern, d'origen francès, havia tingut entre 30 i 40 fills i va morir, no a causa de la vellesa (109 anys), sinó a causa d'un descuit ocasionat per la seva afició a l'alcohol.
- Va ser el primer espanyol que va triomfar com a estel·lar al cinema mexicà en la seva etapa daurada, obrint les portes a altres intèrprets, com Sara Montiel, Jorge Mistral, Guillermina Green, Enrique Rambal i fins i tot Lola Flores, Carmen Sevilla i Francisco Rabal, atès que a Manolo Fábregas i Emilia Guiú, que van néixer a Espanya, sempre se'ls va identificar amb Mèxic, perquè van treballar molt poc al seu país d'origen.
- Va haver de substituir al seu compatriota Jorge Mistral en la telesèrie mexicana Hermanos Coraje (1972), ja que aquest últim es va suïcidar abans d'acabar el projecte, quan se li va fer el diagnòstic de càncer d'estómac en estadi terminal.
- Armando Calvo també va actuar a Xile, en l'obra de teatre El prestamista, en 1976, encarnant tres personatges diferents que mantenien un contrapunt escènic amb l'interrogador, a qui no es veia, però formulava les preguntes a través d'un enregistrament. L'obra, que originalment usava una gravadora que produïa molta tensió als actors, va ser reemplaçada per un actor a Xile, personatge que va fer Luis Alarcón.

## Premis
Medalles del Cercle d'Escriptors Cinematogràfics
| Any  | Categoria              | Pel·lícula               | Resultat  |
| ---- | ---------------------- | ------------------------ | --------- |
| 1946 | Millor actor principal | Los últimos de Filipinas | Guanyador |

Fotogramas de Plata
| Any  | Categoria    | Pel·lícula | Resultat  |
| ---- | ------------ | ---------- | --------- |
| 1958 | Millor actor | La muralla | Guanyador |